# Павлівка (Болградський район)
Павлі́вка — село в Україні, в Болградському районі Одеської області. Адміністративний центр Павлівської сільської громади. Населення становить 2556 осіб. Площа населеного пункту становить 8189,00 га.

## Географія
Село Павлівка розташоване в південно-західній частині Арцизького району на відстані 140 км від обласного центру — м. Одеси та за 5 км від районного центру — м. Арциз, за 8 км від залізничної станції Арциз.

## Історія
Село Павлівку засновано у 1821 році. Після встановлення кріпосного права кріпосні селяни кинулися на південний захід, у землі Буджака. Селитися на південь, поблизу Аккермана було небезпечно: тут володарювали турки, вони хапали людей і продавали в рабство. Після Бухарестського миру (травень 1812 р.) стало можливим і безпечним поселення на землях Бессарабії. Тому історія розвитку села нерозривно пов'язане з історією самої Бессарабії, яка в 1812 році за Бухарестською угодою увійшла до складу Росії.
На початку 19 століття у Буджацькому степу на березі широкої повноводної річки Когильник виникло невелике поселення, складене з декількох сімей.
Але дуже швидко воно збільшилося, не з своєї доброї волі, а під тиском влади заселялися Буджацькі степи людьми з гарними прізвищами такими, як Павлови, Горяйнови, Афанасьєви, Леонідови, Колосови, Колеснікови та інші.
Пізніше було встановлено, що це були переселенці із середньої полоси Росії, Курської губернії Обоянського уїзду, села Горяєво.
В 1921 році це поселення офіційно отримало статус села з гарною назвою — Павлівка, по прізвищам перших переселенців.
У 1827 році було засновано церква, котра спочатку мала назву Миколаївський молебний будинок. Саме в ній почалося навчання та освіта в селі. Через декілька років на найвищому місці побудували кам'яну церкву.
Станом на 1886 рік у селі Татарбунарської волості Аккерманського повіту Бессарабської губернії мешкало 637 осіб, існували православна церква, 2 лавки та 3 винних погреба.
Румунія окупувала наш край, насильницько пригнічувала місцевих мешканців, виконувала колоніальну політику. За час її господарства економіка краю погіршилася, населення було приречено на убоге життя. В червні 1941 року радянські війська визволили Бессарабію від румунського ярма, школа стала російською, життя повністю нормалізувалося. Почали відроджуватись промислові підприємства, люди отримували земельні ділянки, сади, худобу.
У червні 1940 року в селі організовано колгосп «Пархоменко», а весною 1941 року ще два колгоспи: «28 червня» та «Шлях Ілліча». У 1948 році колгоспи об'єдналися в єдиний колгосп «Шлях Ілліча».
22 червня 1941 року почалась Німецько-совєцька війна. Більш трьохсот мешканців села пішли на фронт. 126 загинуло. 153 вояків нагороджено орденами та медалями.
Павлівська сільська рада, відділ культури, бібліотека розташовувалися на приватній квартирі в маленькій кімнаті, далі у школі. Лише у 1969 році сільську раду було переведено в Будинок культури.
У 1944 році в селі Павлівка Новоіванівського району Ізмаїльської області було створено сільську раду. Відповідно до Указу Президії Верховної ради УССР у 1954 році Ізмаїльська область була ліквідована та Павлівська сільська рада стала належати Новоіванівському району Одеської області.
У 1962 році 30 грудня відповідно до Указу Президії Верховної ради УССР Новоіванівський район був ліквідований та територіально став належати Тарутинському району Одеської області.
Відповідно до Указу Президії Верховної ради УССР від 08.12.1966 року Арцизький район відновив свою діяльність і Павлівська сільська рада територіально стала належати Арцизькому району Одеської області.
12 червня 2020 року, відповідно до Розпорядження Кабінету Міністрів України від № 724-р «Про визначення адміністративних центрів та затвердження територій територіальних громад Одеської області», увійшло до складу Павлівської сільської територіальної громади.
19 липня 2020 року, в результаті адміністративно-територіальної реформи і ліквідації Арцизького району, село увійшло до складу новоутвореного Болградського району.

## Сьогодення
Вулиць в селі — 6, з них 4 — з твердим покриттям. На всіх вулицях проведено нічне освітлення. Кількість будинків всього -1326. Загальна площа житлового фонду становить — 46789 кв. м.
В селі діє централізоване водопостачання. Чотири артезіанські свердловини та водопровід з якісною питною водою повністю забезпечують потреби населення.
На території села постійно проводиться робота по озелененню села, за рахунок коштів сільської ради. Контроль за збереженням та відновленням древесної рослинності, лісозахисних смуг здійснює виконком сільської ради.
На території сільської ради працюють:
- загальноосвітня школа І—ІІІ ступенів;
- ДДЗ « Світлячок»
- фельдшерсько-акушерський пункт;
- відділення поштового зв'язку;
- сільський клуб, бібліотека;
- Православний прихід Свято-Миколаївського храму;
- діють 11 торговельних точок.

## Населення
Згідно з переписом 1989 року населення села становило 2602 особи, з яких 1207 чоловіків та 1395 жінок.
За переписом населення 2001 року в селі мешкало 2526 осіб.

### Мова
Розподіл населення за рідною мовою за даними перепису 2001 року:
| Мова       | Відсоток |
| ---------- | -------- |
| російська  | 91 %     |
| українська | 5,16 %   |
| румунська  | 1,84 %   |
| болгарська | 1,21 %   |
| циганська  | 0,63 %   |
| гагаузька  | 0,12 %   |
| білоруська | 0,04 %   |

## Символіка

### Герб
Свято-миколаївський храм є символом віри та духовності. Дві куріпки символізують перших поселенців селян з Курської губернії, які в 1821 році заснували село. Куріпки є елементом герба м. Курськ, які символічно перелетіли з Росії, осіли і заселилися в зеленому Буджакському степу. Композиція короваю із сіллю і рушником символізують багатство врожаю і хазяйської гостинності. Золотий, жовтий колір є символом багатства, благородства, достатку. Срібний, білий колір символізує чистоту і невинність. Лазурний колір символізує красу, гідність, добро. Зелений колір символізує родючість і процвітання сільського господарства. Герб розміщений в золотому картуші, рекомендований Українським геральдичним товариством, і прикрашений сільською короною, яка вказує на статус.

## Уродженці
В поселенні народились:
- Агапій Іван Іванович (1981—2015) — солдат Збройних сил України, учасник російсько-української війни.
- Афанасьєв Володимир Миколайович (* 1949) — одеський художник, живописець, графік.